# Giulio Lepidi Chioti
Giulio Lepidi-Chioti (Popoli, 1830 circa – Napoli, 18 febbraio 1887) è stato un medico, scienziato e mecenate italiano.

## Biografia
Nacque a Popoli da nobile famiglia, figlio di Francesco M.Lepidi e della b.ssa Luisa Chioti, fratello di Rev.mo Padre Alberto Lepidi, di Ing. Antonio Lepidi, Mons. Ilario Lepidi Cassiani Passerini, e degli Avv.ti Emilio e Aurelio.
Fece i suoi primi studi a Teramo, e poi a l'Aquila. Si laureò in Medicina a Napoli.
Compiuti gli studi universitari, vinse il concorso di assistente al Sifilicomio, e poi quello di medico nell'ospedale degli Incurabili, dove cominciò a dedicarsi completamente all'insegnamento.
Coadiutore di Clinica Medica nell'Ospedale Gesù e Maria di Napoli.
Fu ricordato più volte negli annali di medicina diretti dal patologo  Rudolf Virchow, per la sua importante ricerca clinica che poi gli risultò fatale perché si ammalò nel 1881 di tubercolosi, e, nonostante la malattia, continuò gli studi pubblicando "Lezioni di Clinica Medica" Testo unico e fondamentale (il solo di Clinica pubblicato in quel tempo in Italia) che gli procurò un posto di rilievo tra i Clinici italiani. 
Terzo nel concorso a Direttore della Clinica Medica di Torino, nel 1884 fu nominato Direttore della Clinica Medica di Palermo.
Grazie alle sue approfondite ricerche sui bacilli del Tifo, e ai suoi studi sperimentali sulla rabbia, fu di diritto collocato tra i più distinti cultori di batteriologia. 
Fu, tra l'altro, mecenate di artisti e pittori tra i quali Giuseppe Costa che incoraggiò sulla via dell'arte e gli diede non poche commissioni di lavori.

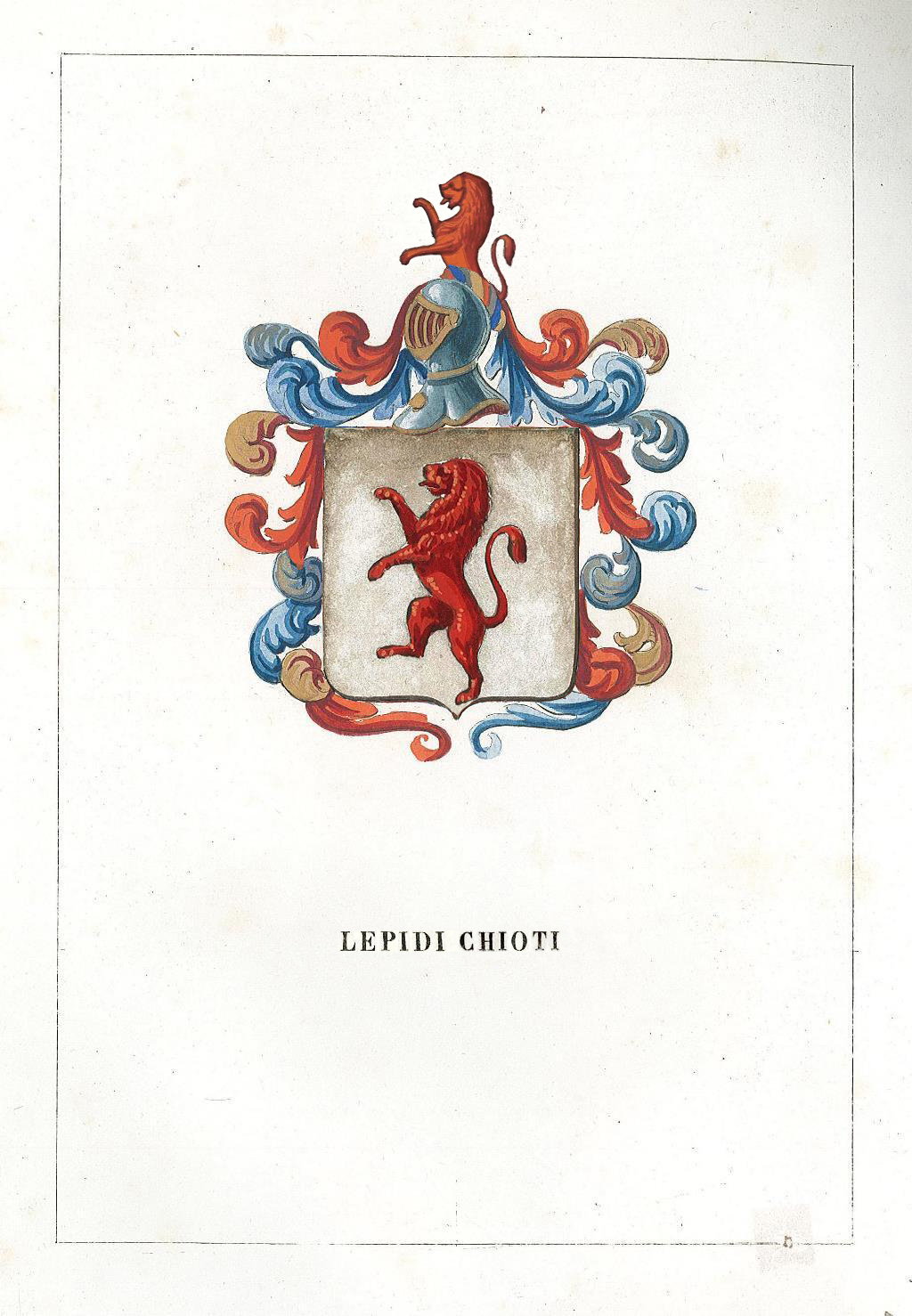
stemma casato Lepidi Chioti

Si spense in Napoli il 18 febbraio 1887
Riposa in Popoli nella Cappella di famiglia. 
Dagli annunci funebri del Corriere Abruzzese:
Un'altra gloria abruzzese è scesa nella tomba. Il prof. Giulio Lepidi-Chiodi, Direttore di Clinica Medica a Palermo, è morto a Napoli il 18 febbraio. Discepolo ed amico dell'estinto, compio io il mesto ufficio di ricordarlo ai miei compagni, e spero che alle mie povere parole, dettate dall'affetto e dalla gratitudine, vorrete accordare cortese ospitalità. Il prof. Lepidi, nato a Popoli, fece i suoi primi studii a Teramo, e li compì in Aquila. Recatosi quindi a Napoli a studiar medicina, ben presto si cattivò l'animo de' superiori per la sua vasta coltura e per la sua diligenza. Ivi contrasse amicizia col dottore Filippone di Rosciano, e col prof. Bonaventura Celli di Castelli, due ingegni robusti, che la morte recise nel fiore degli anni. Compiiuti i suoi studii universitari, vinse il concorso di assistente al Sifilicomio, e poi quello di medico nell'ospedale Incurabili, dove cominciò a dedicarsi tutto alle cure dell'insegnamento, che era la sua passione. Morto il Celli, fu dal prof. Cantani scelto a coadiutore di Clinica medica, e nell'ospedale di Gesù e Maria egli fece meravigliar tutti per la sua attività prodigiosa. Le gravi occupazioni del novello ufficio e quelle non meno gravi dell'insegnamento non lo distrassero da' suoi studii speculativi, e pubblicò allora dotte memorie, che gli fruttò l'onore d'essere più volte ricordato negli annali di medicina diretti dal Virchow. Ma tale attività doveva disgraziatamente riuscirgli fatale. Nel 1881 ammalò di pleurite, più tardi di polmonite, cui seguirono fatti, dapprima dubbii, poi certi di tubercolosi. Gli amici ed i discepoli vivamente se ne preoccuparono, ed il prof. Paolucci, anch'Egli gloria abruzzese, gli consigliò di abbandonare per lungo tempo l'insegnamento.Ma invano. Convalescente appena, il Lepidi ripigliò le sue lezioni, e diè mano a quel lavoro, che s'intitola "Lezioni di Clinica Medica" ove sono a larga mano profusi i tesori del suo sapere e della sua esperienza. Quel libro (il solo di Clinica pubblicato finora nel nostro paese) gli procurò un posto eminente tra i Clinici italiani. Dopo qualche anno risultò terzo nel concorso a Direttore della Clinica Medica di Torino, e nel 1884 fu nominato Direttore della Clinica Medica di Palermo. Ivi incontrò numerosi ostacoli, che l'ipocrisia e la malvagità gli occumulavano lungo il cammino: ma egli seppe trionfarne, affrontandoli con ardore giovanile. L'ultima volta, che io lo vidi, fu a Cugnoli, in casa di quell'egregio collega Tinozzi, nel settembre del 1885. Il volto del povero maestro mostrava i segni dello spaventevole progresso del morbo, che l'affliggeva: era macilento, tossicoloso, febbricitante. Quando ci separammo, egli strinse fortemente la mano a me ed a Tinozzi, e ci disse: Addio, forse non ci vedremo più. Tristi parole, che ci empirono l'anima di profonda mestizia! Egli era pur troppo presago della sua prossima fine. Il prof. Lepidi è morto lasciando vivo desiderio di sé in quanti lo conobbero, specie ne' discepoli, i quali sempre ammiravano in lui la tenacia de' propositi, la dottrina, l'operosità e l'onestà. Alla sua scuola si sono educati quasi tutti i giovani medici di questa Provincia, come il Tinozzi, il Candelori, il Dellasciucca, il De Annibalis, il De Dominicis, il Gaspari, il Roscioli, il Cortellini, il Bonolis, il Pelliccione, ecc. ecc.; e suo discepolo è stato il Di Vestea, quell'eletto ingegno, che con le sue sottili ricerche sui baccilli del Tifo, e coi suoi studii sperimentali su la rabbia, ha il dritto di essere collocato tra i più distinti cultori di batteriologia. Nocciano 25 febbraio 1887.

## Opere
Opere più apprezzate di Giulio Lepidi-Chioti
- Diagnosi e terapia delle malattie con sintomi di imminente pericolo di vita di Lajos Blau. (Libro)

(I ed.1878) (II ed. 1889) 
- Malattie dello apparecchio batteria: malattie della trachea e dei bronchi, malattie della pleura di Franz Riegel. (1883)
- Sulle acque potabili di Palermo. Ricerche batterioscopiche di Giulio Lepidi-Chioti. (1885)
- Lezioni di clinica medica di Giulio Lepidi-Chioti. (1880)
- Diagnosi e terapia delle malattie con sintomi di imminente pericolo di vita di Louis Blau.  1 edizione pubblicata nel 1878
- la patologia cellulare; esposizione sommaria, dall'ultima edizione del Virchow, non tradotta da Giulio Lepidi-Chioti.   (1873)
- Lezioni di clinica medica, per Giulio Lepidi-Chioti di Giulio Lepidi-Chioti. (1880)
- Sul moderno indirizzo degli studii clinici : prolusione al corso di clinica medica nella università di Palermo di Giulio Lepidi Chioti.   (1884)
- Trattato completo delle malattie dei bambini di C Rauchfuss.  (1884)
- La febbre miliare di Palermo e le opinioni del prof. Federici : nota di Giulio Lepidi Chioti.   (1885)
- Patologia e terapia medica speciale.  (1876)
- Patologia e terapia medica speciale di Franz Riegel.  (I ed. 1880) (II ed. 1883)
- La patologia cellulare: esposizione sommaria di Giulio Lepidi Chioti. (1873)